# 傑雷姆州

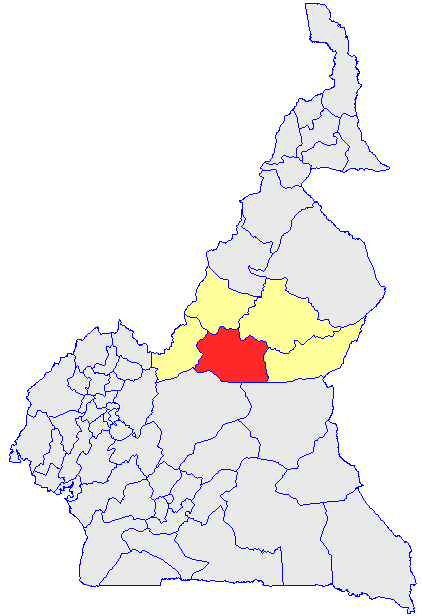

傑雷姆州（法語：Djérem），是喀麥隆的58個州份之一，位於該國中部，由阿達馬瓦區負責管轄，北面是法羅-代奧州，面積13,283平方公里，2001年人口89,382，人口密度每平方公里6.7人。